# Comparettia
Comparettia é um género botânico pertencente à família das orquídeas (Orchidaceae). Foi proposto por Poepp. & Endl. em Nova Genera ac Species Plantarum 1: 42 em 1836, ao descreverem a Comparettia falcata Poepp. & Endl., que é a espécie tipo do gênero. O nome é uma homenagem ao botânico italiano Andrea Comparetti.

## Distribuição
Comparettia agrupa oito pequenas espécies epífitas, de crescimento cespitoso, que ocorrem do México ao sudeste brasileiro, normalmente crescendo em locais de muita luminosidade e pouca umidade, abaixo de 1500 metros de altitude. Somente a ocorrência de uma espécie foi registrada para o Brasil. Estas plantas, da mesma maneira que Ionopsis, desenvolvem-se muito bem em árvores de poucas folhas tais como cafeeiros, goiabeiras e laranjeiras.

## Descrição
São plantas de rizoma curto e pseudobulbos pequenos, com uma única folha coriácea aplanada, que à primeira vista lembram Trichocentrum ou Lophiaris. A inflorescência racemosa nasce da base do pseudobulbo, ereta ou levemente pêndula, e comporta poucas flores pequenas ou algo maiores, em regra concolores, alaranjadas, púrpura ou rosadas.
As flores apresentam sépalas laterais unidas formando esporão bifurcado longo e delgado. A sépalas dorsal e as pétalas são mais ou menos coniventes e tombadas sobre a coluna. O labelo é trilobado e possui dois prolongamentos aciculares na base, que ficam ocultos dentro esporão, a lâmina do labelo é muito mais comprida do que as pétalas e sépalas. A coluna, moderadamente longa, não tem asas, é achatada na altura do estigma,  com espessamento calosiforme dorsal logo abaixo deste e grande antera apical.

## Filogenia
Comparettia, junto com Diadenium, Ionopsis, Scelochilus e Neokoehleria, faz parte de um dos sete subclados de pequeno gêneros, que se constitui em um dos cerca de dez clados da subtribo Oncidiinae, cujos relacionamentos e classificação, segundo critérios filogenéticos, ainda não estão bem delimitados.

## Espécies
| - Comparettia coccinea - Comparettia falcata - Comparettia ignea - Comparettia macroplectron | - Comparettia pulchella - Comparettia speciosa - Comparettia splendens |

Uma das espécies, descrita por Cogniaux como Comparettia paulensis, natural de São Paulo, estranhamente considerada hoje uma variedade da Comparettia falcata, espécie venezuelana, não se encontra bem esclarecida e nunca mais foi encontrada desde sua descrição, podendo possivelmente tratar-se de um erro ocasionado por misturas de materiais que eventualmente acontecem nos herbários.